# Велфи
Велфите (на немски: Welfen) са германска аристократична фамилия с франкски произход, известна от 9 век. В периода от средата на 10-век до началото на 13-ти век са крале на Италия (924 – 926), херцози на Каринтия (1047 – 1055), на Бавария (1070 – 1077, 1095 – 1139, 1156 – 1180), на Саксония (1137 – 1138, 1142 – 1180), крале и императори на Свещената Римска империя (1198 – 1215). През 18 и 19 век представители на рода са крале във Великобритания (Хановерска династия). През 1917 г. Хановерската династия (или Велфи линия Хановер) е преименувана на династия Уиндзор.
Фредерика Хановерска († 6 февруари 1981), кралица на Гърция, е една от Велфите. Нейният племенник Ернст Август от Хановер (* 1954) е сегашният ръководител на фамилията. Той е правнук на Вилхелм II, последният германски кайзер и крал на Прусия, и от 1999 г. съпруг на принцеса Каролина от Монако.

## Старите Велфи
Най-старите Велфи (наричани също Рудолфинги) са бургундските и швабските Велфи с прародител граф Рутхард от 8 век.
Произлизат според легендата от Едекон, един хунски или скитски или скирски княз по времето на Атила през 450 г. и баща на Одоакър.
Сигурното родословно дърво на фамилията започва обаче с граф Велф I (819 г. доказан).
Неговите дъщери са императриците Юдит Баварска (омъжва се 819 г. за император Лудвиг Благочестиви и Ема Баварска (или Хема, омъжва се 827 г. за Лудвиг II Немски).
Немската Велфи линия, Дом Велф-Есте, имат представители в днешната британска кралска фамилия.

## Младите Велфи
Когато фамилията по мъжка линия измира през 1055 г. с Велф III, неговата сестра Кунигунда (†1054) се омъжва за Алберто Ацо II д’Есте в италианската фамилия д’Есте, към която принадлежат следващите млади Велфи. От техния брак се ражда Велф IV (ок. 1040 – 1101), който след като става пълнолетен пристига в Германия за да претендира за наследството на покойния си вуйчо (Велф III). Новият владетел (Велф IV), бързо се сдобива с влияние и през 1070 г. получава от германския император Хайнрих IV властта над Баварското херцогство. Жени се два пъти: за Етелинда, дъщеря на баварския херцог Ото Нортхаймски, и за фландърската графиня Юдит (ок. 1033 – 1094). По-големият от синовете му, херцог Велф V (ок. 1072 – 1119), няма деца от брака си (1089) с Матилда (†1115), дъщеря на тосканския граф Ботифачо, затова през 1119 г. управлението на Бавария преминава в ръцете на втория син на Велф IV, Хайнрих IX Черния (ок. 1074 – 1126). Впоследствие той получава и херцогската власт в Саксония.
Значението на Велфите нараства, след като новия владетел взема Вулфхилда (ок. 1075 – 1126), дъщеря и наследница на саксонския херцог Магнус Билунг. Тя му ражда седем деца:
- Хайнрих X Горди (ок. 1100 – 1139)
- Конрад (†1126)
- София (†1145), 1-ви съпруг Бертолд III (†1122), граф на Церинген; 2-ри съпруг Леополд I, маркграф на Щирия
- Юдит (1103 – 1131), омъжена (1121) за швабския херцог Фридрих II и през 1122 г. става майка на бъдещия император на Свещената Римска империя Фридрих I Барбароса.
- Матилда (†1183), 1-ви съпруг (1128) Диполд IV фон Фобург; 2-ри съпруг (1129) Гебхард III фон Зулцбах
- Велф VI (1115 – 1191), херцог на Сполето, женен за Ута фон Калв, от която има син Велф VII (†1167)
- Вулфилда (†1160), омъжена за Рудолф, граф на Брегенц.[2]

Поел управлението на Бавария Хайнрих X Горди получава в наследство от майка си херцогство Саксония, присъединява към Италия Тосканската област, а бракът му през 1127 г. с Гертруда (1115 – 1143), дъщеря на император Лотар III, окончателно утвърждава положението му на най-могъщ сред князете в Германия. След смъртта на своя тъст (1138) се кандидатира за императорския престол, но курфюрстите избират вместо него Конрад III фон Хоенщауфен. Хайнрих X Горди започва ожесточена борба срещу новия император, но търпи поражение и е прогонен извън границите на Свещената Римска империя. Именно той поставя началото на борбата между родовете Велфи и Хоенщауфен, разделили общественото мнение в Германия и Италия на две фракции: гвелфи (привърженици на първите) и гибелини (привърженици на вторите).
Хайнрих X Горди е наследен в Саксония от малолетния си син Хайнрих XI Лъв (1129 – 1195). Негов регент е чичо му Велф VI, който се заема да отвоюва за племенника си Бавария, дадена от император Конрад III на австрийския херцог Леополд V Бабенберг. Регентът загива в битка с императорските войски, но когато навършва пълнолетие, Хайнрих XI Лъв подновява борбата с Хоенщауфените. Принудил император Фридрих I Барбароса да му върне Бавария, той като баща си се превръща в най-могъщия германски княз. През 1158 г. основава Мюнхен, бъдещата столица на Бавария. Саксония е негова изходна база за постоянни походи срещу живеещите на изток от река Елба славянски племена, на които се стреми да наложи християнството и в чиито земи заселва множество германски колонисти (например в Мекленбург). Отказва да подкрепи Фридрих I Барбароса в борбата му със северноиталианските градове. През 1180 г. императорът го прогонва от Германия и конфискува земите му без княжествата Брауншвайг и Люнебург, а Хайнрих Лъв избягва в двора на английския крал Хенри II. Когато Фридрих I Барбароса заминава на изток като един от ръководителите на Третия кръстоносен поход, размирният Хайнрих отново се завръща в Германия и прави два опита да си възвърне отнетите херцогства. В края на живота си се помирява със сина на Фридрих I Барбароса, император Хайнрих VI.
Хайнрих XI Лъв първо се жени (1147) за Клеменция (†1167), дъщеря на граф Конрад I фон Баден-Церинген, от която има една дъщеря Гертруда (1155 – 1196). Тя се омъжва (1166) първо за швабския херцог Фридрих IV (1145 – 1167), а след смъртта му се омъжва (1177) за датския крал Кнуд VI. През 1162 г. Хайнрих Лъв се развежда с първата си съпруга и през 1168 г. се жени за Матилда (1156 – 1189), дъщеря на английския крал Хенри II. Тя му ражда две дъщери и четирима синове:
- Матилда (1171 – 1209), омъжена първо (1189) за Готфрид III фон Перхе (†1202), а след това (1204) за княз Хайнрих-Бурвин I фон Мекленбург
- Рикса (1172 – 1204), омъжена (1202) за датския крал Валдемар II
- Хайнрих V (1173 – 1227)
- Лотар (1174 – 1190)
- Ото IV (1177 – 1218)
- Вилхелм (1184 – 1213), от 1202 г. граф на Люнебург.[2]

Първородният от синовете на Хайнрих XI Лъв е Хайнрих V, койта през 1195 г. е провъзгласен за пфалцграф на Рейн. През 1194 г. се жени за Агнес (1176 – 1204), дъщеря на пфалцграф Конрад Хоенщауфен, а през 1209 за друга Атнес (†1248), дъщеря на Конрад II фон Саксен-Ветин, от която няма деца. От първата си съпруга Хайнрих V има един син и две дъщери:
- Хайнрих VI (1195 – 1214), пфалцграф на Рейн, женен (1212) за Матилда (†1267), дъщеря на Матийо I Елзаски, от която няма деца
- Ирмгард (ок. 1200 – 1260), омъжена (1220) за маркграф Херман V фон Баден
- Агнес (ок. 1201 – 1267), омъжена (1225) за баварския херцог Ото II фон Вителсбах.[2]

Вторият син на Хайнрих XI Лъв е Ото, който след смъртта на баща си оглавява партията на гвелфите в Свещената Римска империя. Подкрепян от папа Инокентий III, той е избран за германски император под името Ото IV (1198 – 1218), но е принуден да води тежка война със своя съперник, херцог Филип Швабски, син на Фридрих I Барбароса. След убийството на Филип (1208) папата коронова Ото IV в Рим, но императорът скоро си навлича гнева на първосвещеника, като напада васалното му кралство Сицилия. Отлъчен е от църквата, а гибелините през 1211 г. избират за император сина на Хайнрих VI, Фридрих II. Останал с малко привърженици, разгромен във Франция, където се опитва да помогне на английския си съюзник Джон I Безземни, Ото IV умира като изгнаник. Няма наследници от двата си брака: през 1212 г. с Беатрикс (1198 – 1212), дъщеря на неговия съперник херцог Филип Швабски, и през 1214 г. с Мария (1190 – 1260), дъщеря на херцог Хендрик I Брабант.
Третият син на Хайнрих XI Лъв е Вилхелм фон Люнебург (1184 – 1213). Той се жени през 1202 г. за Хелена (†1233), дъщеря на датския крал Валдемар I, от която има само един син, Ото I Детето (1204 – 1252). Младият Ото I се установява през 1227 г. в дядовото си владение Брауншвайг и приема титлата „херцог“, утвърдена от импаратор Фридрих II, с когото се помирява през 1235 г. Той е родоначалник на прекия продължител на рода Велфи – фамилията Брауншвайг.

## Кралство Великобритания и Ирландия
Представители на Велфите управляват 5 поколения Кралство Великобритания (Хановерска династия) чрез лична уния. Джордж I e крал в периода (1714 – 1727), Джордж II в периода (1727 – 1760), Джордж III през (1760 – 1820) и Джордж IV през (1820 – 1830). Следват брат му Уилям IV (1830 – 1837) и неговата племенница Виктория (кралица 1837 – 1901).

## Най-важните Велфи
| Най-важните членове на фамилията                                   |                           |                                                     |
| в историята на Западното-франкско кралство и на Кралство Бургундия |                           |                                                     |
| Име                                                                | Управление                | Бележки                                             |
| Хуго Абас                                                          |                           | († 866) Възпитател на кралете Одо и Роберт I)       |
| Рудолф I, крал на Горна Бургундия                                  | 888 – 912                 |                                                     |
| Рудолф II, крал на Горна Бургундия                                 | 912 – 937                 | крал на Италия 922 – 926, на Долна Бургундия от 930 |
| Конрад III, крал на Бургундия                                      | 937/951 – 993             |                                                     |
| Рудолф III, крал на Бургундия                                      | 993 – 1032                |                                                     |
| в историята на Свещената Римска империя                            |                           |                                                     |
| Име                                                                | Управление                | Бележки                                             |
| Велф III, херцог на Каринтия                                       | 1047 – 1055               |                                                     |
| Велф IV, херцог на Бавария                                         | 1070 – 1077 и 1097 – 1101 |                                                     |
| Велф V, херцог на Бавария                                          | 1101 – 1120               |                                                     |
| Велф VI, херцог на Сполето                                         | 1152 – 1191               |                                                     |
| Хайнрих Черния, херцог на Бавария                                  | 1120 – 1126               |                                                     |
| Хайнрих Горди, херцог на Бавария херцог на Саксония                | 1126 – 1138 1137 – 1139   |                                                     |
| Хайнрих Лъв, херцог на Саксония херцог на Бавария                  | 1142 – 1180 1156 – 1180   |                                                     |
| Ото IV, немски крал, от 1209 император                             | 1198 – 1218               |                                                     |
| в историята на Великобритания и Ирландия                           |                           |                                                     |
| Име                                                                | Управление                | Бележки                                             |
| Джордж I, крал                                                     | 1714 – 1727               |                                                     |
| Джордж II, крал                                                    | 1727 – 1760               |                                                     |
| Джордж III, крал                                                   | 1760 – 1820               |                                                     |
| Джордж IV, крал                                                    | 1820 – 1830               |                                                     |
| Уилям IV, крал                                                     | 1830 – 1837               |                                                     |
| Виктория, кралица                                                  | 1837 – 1901               |                                                     |
| в историята на Хановер                                             |                           |                                                     |
| Име                                                                | Управление                | Бележки                                             |
| Ернст Август, курфюрст                                             | 1679 – 1698               |                                                     |
| Джордж I Лудвиг, курфюрст                                          | 1698 – 1727               |                                                     |
| Джордж II, курфюрст                                                | 1727 – 1760               |                                                     |
| Джордж III, крал                                                   | 1760 – 1820               |                                                     |
| Джордж IV, крал                                                    | 1820 – 1830               |                                                     |
| Уилям, крал                                                        | 1830 – 1837               |                                                     |
| Ернст Август, крал                                                 | 1837 – 1851               |                                                     |
| Георг V, крал                                                      | 1851 – 1866               |                                                     |

## Гвелфи
На Велфите е наречена в средновековна Италия антиимператорската фракция Гвелфи, която е против Щауфите и по-късно против следващите императори.
Вижте: Гвелфи и гибелини